# Клупеоди
Клупеодите (Clupeoidei) са подразред актиноптери от разред Селдоподобни (Clupeiformes).

## Семейства
- Alosidae
- Chirocentridae – Вълчи херинги
- Clupeidae – Селдови
- Dorosomatidae
- Dussumieriidae
- Ehiravidae
- Engraulidae – Хамсиеви
- Pristigasteridae
- Spratelloididae